# 杞悼公
杞悼公（前？年--前506年），名叫姒姓，名成，是杞国的第14任君主，杞平公之子，继承其爵位。在位12年，传于其子杞隐公。

## 子女
- 杞隱公，即位當年被弟杞僖公所殺。
- 杞僖公